# Dubrovîțea, Iavoriv
Dubrovîțea (în ucraineană Дубровиця) este un sat în comuna Lozîno din raionul Iavoriv, regiunea Liov, Ucraina.

## Demografie
Componența lingvistică a localității Dubrovîțea
     Ucraineană (99,8%)
     Alte limbi (0,2%)
Conform recensământului din 2001, majoritatea populației localității Dubrovîțea era vorbitoare de ucraineană (99,8%), existând în minoritate și vorbitori de alte limbi.